# Trzebiel (gemeente)
De gemeente Trzebiel is een landgemeente in het Poolse woiwodschap Lubusz, in powiat Żarski.
De zetel van de gemeente is in Trzebiel.
Op 30 juni 2004 telde de gemeente 5797 inwoners.

## Oppervlakte gegevens
In 2002 bedroeg de totale oppervlakte van gemeente Trzebiel 166,59 km², waarvan:
- agrarisch gebied: 38%
- bossen: 52%

De gemeente beslaat 11,95% van de totale oppervlakte van de powiat.

## Demografie
Stand op 30 juni 2004:
| Omschrijving                   | Totaal | Totaal | Vrouwen | Vrouwen | Mannen | Mannen |
| ------------------------------ | ------ | ------ | ------- | ------- | ------ | ------ |
| eenheid                        | aantal | %      | aantal  | %       | aantal | %      |
| inwoners                       | 5797   | 100    | 2934    | 50,6    | 2863   | 49,4   |
| bevolkingsdichtheid (inw./km²) | 34,8   | 34,8   | 17,6    | 17,6    | 17,2   | 17,2   |

In 2002 bedroeg het gemiddelde inkomen per inwoner 1268,19 zł.

## Administratieve plaatsen (sołectwo)
Buczyny, Chudzowice, Chwaliszowice, Czaple, Dębinka, Jasionów, Jędrzychowice, Jędrzychowiczki, Kałki, Kamienica nad Nysą Łużycką, Karsówka-Wierzbięcin-Siemiradz, Królów, Łuków, Marcinów, Mieszków, Niwica-Gniewoszyce, Nowe Czaple-Bronowice-Pustków, Olszyna, Przewoźniki, Rytwiny, Siedlec-Bukowina, Stare Czaple, Strzeszowice, Trzebiel, Włostowice, Żarki Małe, Żarki Wielkie.
Zonder de status sołectwo : Bogaczów, Okalenice, Pustków.

## Aangrenzende gemeenten
Brody, Lipinki Łużyckie, Łęknica, Przewóz, Tuplice. De gemeente grenst aan Duitsland.
- Gemeinsame Normdatei: 4496164-9
- Virtual International Authority File: 242728449